# Godefroy de Haestrecht
Godefroy de Haestrecht, ou Godefroot van Haestrecht, né  à Drunen vers 1593, mort à Utrecht en 1659, est un mathématicien hollandais. Il a rédigé le Calcul de Monsieur Descartes, introduction à la lecture de la Géométrie du philosophe de la Haye avec lequel il était lié. Adrien Baillet le dit à tort originaire de Liège en Belgique. 

## Biographie
Godefroy Van Haestrecht est le fils cadet de Dirk van Haestrecht, Lord de Drunen de Gansoyen et de Anna van Malsen. 
Officier de l'armée hollandaise, et reconnu comme un fin stratège, il se fit enregistrer en 1623 à l'université de Leyde. Après la mort de son frère aîné, en 1641, il devint le tuteur de sa nièce mais il ne prit jamais le titre de Lord de Drunen, ayant auparavant renoncé à ses droits. Il mourut en janvier 1659. Il vivait dans le château de Rhijnauwen (en), à trois  kilomètres d'Utrecht lorsqu'il se lia avec René Descartes. Adrien Baillet écrit « Renoude ».
Il fut l'un des premiers à comprendre l'importance de La Géométriede Descartes et ajouta un commentaire à l'édition de ses œuvres par Van Schooten en 1649. On lui doit également le Calcul de Monsieur Descartes, livre d'introduction à La Géométrie et qu'il rédigea en suivant la structure du Cursus de Pierre Hérigone.